# Wilhelmine-Siefkes-Schule

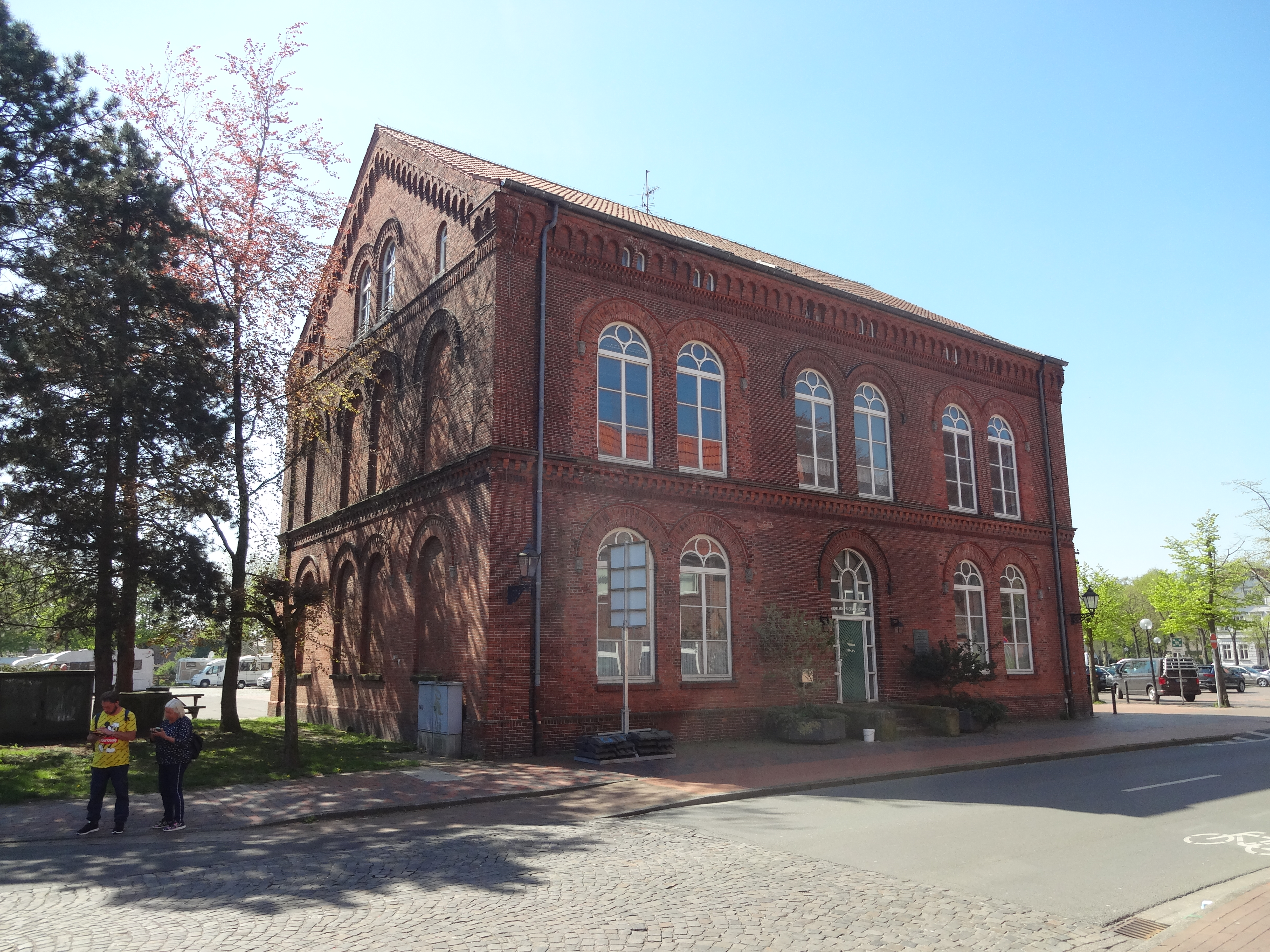
Vorderfassade der Wilhelmine-Siefkes-Schule

Die Wilhelmine-Siefkes-Schule in der Königstraße von Leer entstand 1852/53 als Schulhaus der Stadt im Stil des Historismus. Seinen heutigen Namen erhielt das seit 1984 denkmalgeschützte Gebäude zu Ehren der Leeraner Lehrerin und Schriftstellerin Wilhelmine Siefkes.

## Geschichte
Das Hauptgebäude wurde 1852/53 gebaut, 1854 kam ein Nebengebäude hinzu. Zunächst wurde es als Schulhaus der Allgemeinen Städtischen Höheren Bürgerschule genutzt, in dem anfangs das Progymnasium (ab etwa 1896 Königliches Gymnasium und Realgymnasium) untergebracht war. Nach dem Umzug des Königlichen Gymnasiums und Realgymnasiums in den 1909 eingeweihten Neubau des heutigen Ubbo-Emmius-Gymnasiums nutzte erst die Handwerkerschule und Präparandenanstalt das freigewordene Gebäude. Ab 1929 diente es als Finanzamt, nach dem Zweiten Weltkrieg dann als Berufsschule und ab 1967 als Sitz der Ludgerischule, bevor es Sitz der Volkshochschule wurde. Heute ist das Kreismedienzentrum in der Schule untergebracht und es wird ein vorläufiger Kindergarten eingerichtet.

## Baubeschreibung
Die Wilhelmine-Siefkes-Schule ist ein zweigeschossiger traufständiger Backsteinbau mit Satteldach und Hinterhaus. Die Fassade ist im Stil des Historismus im Rundbogenstil mit Gesimsen gestaltet.